# Sterigmapetalum obovatum
Sterigmapetalum obovatum är en tvåhjärtbladig växtart som beskrevs av João Geraldo Kuhlmann. Sterigmapetalum obovatum ingår i släktet Sterigmapetalum, och familjen Rhizophoraceae. Inga underarter finns listade i Catalogue of Life.